# Hyomys
A Hyomys az emlősök (Mammalia) osztályának a rágcsálók (Rodentia) rendjébe, ezen belül az egérfélék (Muridae) családjába tartozó nem.

## Rendszerezés
A nembe az alábbi 2 faj tartozik:
- Hyomys dammermani Stein, 1933
- Hyomys goliath Milne-Edwards, 1900 – típusfaj